# شهرستان اویی، فوکوئی
شهرستان اویی، فوکوئی (به ژاپنی: 大飯郡 Ōi-gun) یکی از شهرستان‌های ژاپن است که در استان فوکوئی در ژاپن واقع شده‌است.